# John Sheehan
John Sheehan, né à Auckland le 5 juillet 1844 et mort à Petane près de la ville de Napier le 13 juin 1885, est un avocat et homme politique néo-zélandais.

## Biographie

### Jeunesse et débuts
Fils d'un charpentier irlandais et d'une domestique irlandaise installés en Nouvelle-Zélande, John Sheehan grandit à Warkworth. Des membres de sa famille paternelle sont intégrés à une communauté maori à Riverhead, et le garçon semble avoir commencé à apprendre la langue maori dès son enfance. Sa mère s'attache à ce qu'il obtienne une bonne éducation, laïque. Jeune homme, il devient sergeant dans le régiment volontaire de cavalerie d'Auckland, et est notamment posté à la garde des locaux du gouvernement. Il devient également correspondant militaire pour le journal The New Zealander. Il suit dans le même temps une formation juridique, et devient adjoint à un solliciteur à Auckland en 1867. Étant amené à travailler sur des cas de litiges fonciers, il développe d'assez proches relations avec deux chefs de l’iwi (tribu) maori Ngati Whatua (en), Wiremu Rewiti et Paora Tuhaere.
Il est le fondateur et secrétaire en 1860 de l'Institut catholique d'Auckland qui, malgré son nom, est ouvert à une large communauté locale quelles que soient leurs attaches religieuses. Possédant une impressionnante bibliothèque, l'Institut accueille des événements sociaux (tels que des danses) et des débats, souvent organisés par John Sheehan lui-même. Le jeune homme se fait ainsi un nom dans les milieux cultivés de la ville, malgré ses origines modestes. Il y rencontre par ailleurs plusieurs femmes maori (et plus rarement pakeha, blanches) avec qui il développera des relations amoureuses.

### Carrière politique

#### Débuts
Il succède à son père comme élu au conseil provincial d'Auckland de 1870 à 1876. En 1872 il est élu député de Rodney, circonscription au nord d'Auckland, à la Chambre des représentants de Nouvelle-Zélande. Il est le premier Pakeha (Néo-Zélandais non-maori) natif de Nouvelle-Zélande à être élu au Parlement de la colonie, les autres députés blancs ayant tous été des colons de première génération. Il est immédiatement remarqué pour son très bon premier discours à la Chambre, appelant au développement d'un sentiment national et patriotique propre à la Nouvelle-Zélande. Il consacre notamment les premières années de sa carrière politique à promouvoir une éducation laïque afin de mieux unifier les différentes communautés religieuses, protestantes et catholiques, du pays. Il soutient ainsi la loi d'Éducation de 1877 malgré l'opposition stridente de représentants de la communauté catholique. 
Il promeut également l'octroi du droit de vote (le suffrage censitaire masculin) à des hommes de milieu moins aisé, et se fait l'une des voix des intérêts des petits fermiers de la province d'Auckland, appelant à ce qu'ils bénéficient de nouvelles infrastructures financées par les autorités publiques. À l'instar de son « mentor » Sir George Grey, il souhaite restreindre le pouvoir des grands propriétaires de terres agricoles et faciliter l'accès à la terre aux personnes aux revenus modestes. Dans les années 1870 il devient l'avocat du « mouvement de répudiation », mouvement de Maoris de la région de Hawke's Bay, emmenés par leur député Karaitiana Takamoana (en), qui cherchent à faire annuler l'achat frauduleux (à leurs yeux) d'une partie de leurs terres tribales. Bien qu'il ne parvienne pas à obtenir la restitution de leurs terres, John Sheehan, par son engagement et par son amitié avec Takamoana, obtient un important mana au sein de cette communauté maori - d'autant qu'il parle couramment le maori.
Il est une figure politique inhabituelle, différant de ses collègues de par sa jeunesse, ses origines sociales, et le fait qu'il ait grandi dans la colonie. De comportement sociable et particulièrement charmant, éloquent, il est très bon orateur.

#### Ministre
George Grey devient Premier ministre en 1877, et nomme John Sheehan aux postes de ministre de la Justice et de ministre des Affaires indigènes. John Sheehan défend une politique de conciliation avec les Maoris, devant les aider à mieux prendre conscience de la valeur de leurs terres, tout en les incitant à en vendre une bonne part mais à un juste prix. À l'inverse de son prédécesseur Donald McLean (en), qui avait encouragé l'achat de terres maori par des particuliers, il rétablit le principe de droit de préemption par la Couronne afin que le gouvernement colonial puisse réguler les ventes de terres par les tribus maori, et empêcher les achats frauduleux et entachés de corruption. Il se heurte toutefois à la « bureaucratie quasi-indépendante » dans son propre ministère, qui s'avère hostile à ses politiques.
Et lorsque le prophète maori Te Whiti o Rongomai initie un mouvement d'opposition pacifique à l'exploitation coloniale de terres confisquées par le gouvernement à l'issue des « guerres maori » dans la plaine de Waimate, John Sheehan échoue à négocier avec lui en mars 1879. Les deux hommes se méprisent l'un l'autre : Te Whiti perçoit Sheehan comme un homme en proie à l'alcool et à l'influence de ses amantes maori, tandis que le ministre considère le prophète auto-proclamé comme une figure frauduleuse ou fanatique. Le campement établit par Te Whiti est détruit par la police. Cet échec, dont la médiatisation de l'évacuation brutale du campement par les autorités, fragilise la position de John Sheehan au gouvernement. Il est vivement critiqué par l'opposition parlementaire emmenée par William Fox, qui l'accuse d'avoir entaché « la dignité du gouvernement de la Reine et celle des Pakeha aux yeux des Maori », y compris par les scandales de sa vie privée, ses « orgies nocturnes ». Le gouvernement perd la confiance de la Chambre des représentants en octobre 1879 et doit démissionner.
John Sheehan se consacre alors principalement à son métier de solliciteur. En 1882 il épouse Lucy Young, âgée de 15 ans. Il perd son siège de député aux élections de 1884. S'il retrouve un siège à l'occasion d'une élection partielle en mai 1885, il meurt le mois suivant, à l'âge de seulement 40 ans, de pneumonie et d'une cirrhose du foie. Sa sépulture à Auckland est aujourd'hui recouverte par une autoroute.